# Galerie Slaphanger
Galerie Slaphanger was van 1994 tot 2003 een undergroundgalerie in de Nederlandse plaats Rotterdam.
De galerie werd in december 1994 opgericht door Xandra Severien en Pieter Zandvliet. Er werd gestart met een try-outexpositie van de kunstenaars, fotografen en dichters Michael Vos, Pieter Zandvliet, Istvan Gal, Arjan Doorgeest en Moha Boudat. Alle exposanten waren redactieleden van het Rotterdamse tijdschrift Freelook, waarvan de redactie in hetzelfde pand als de galerie aan de Grote Visserijstraat huisde.
Buiten exposities konden ook muzikanten er hun producten verkopen, en werden er smallpressuitgaven zoals undergroundstrips en fanzines verkocht. Al snel kreeg Zandvliet contact met striptekenaars en muzikanten uit de hele wereld die er hun producten te koop aanboden.
Vooral punk, hardcore, noise en lo-fimuziek kreeg er een plaats. In de galerie exposeerden veel kunstenaars, onder wie onder anderen Chris Berg, Joleen v/d Zwam, Arjen de Jong, Marc Dancey, Tommy de Roos en Koen Hottentot. Een aantal namen van muzikanten/labels die geregeld Slaphanger bezochten er optraden en hun producten te koop aanboden zijn: Monobrain, FFF, Murderville, Listentomerijn, Pornologic, The Hitmakers, Asrai, Low Point Drains, Ralf Zalf, Bullshit Propaganda, Cancercock, Budrot, Leo Xtreem, Trio Helse Cadavers (THC), EWD (Experimental War Disasters).